# 长叶冠毛榕
长叶冠毛榕（学名：Ficus gasparriniana var. esquirolii）为桑科榕属下的一个变种。

## 扩展阅读
- 維基物種上的相關：长叶冠毛榕